# Victor Jara
Víctor Lidio Jara Martínez (født 28. september 1932, død 15. eller 16. september 1973) var en chilensk sanger, sangskriver og teaterinstruktør. Han var en af de internationalt mest kendte repræsentanter for den latinamerikanske Nueva Canción-bevægelse.

## Barndom
Jara blev født i den lille by Chillán Viejo, syd for Santiago. Hans forældre Manuel Jara og Amanda Martínez var fattige bønder.
Forældrenes ægteskab var ikke lykkeligt og faderen forlod familien, da Jara stadig var barn. Moderen opdrog og underviste selv sine børn, for at de kunne få den uddannelse, hun aldrig selv fik.
Jaras moder døde, da Jara var 15 år gammel og han blev overladt til sig selv. Han begyndte at studere til revisor, men afbrød uddannelsen for at læse teologi. Efter nogle år opgav sin gerning for den katolske kirke, som han anså for konservativ og højreorienteret. Stadig uden uddannelse blev han indkaldt til militærtjeneste, hvorefter han begyndte at spille musik, lave teater og han meldte sig ind i det chilenske kommunistparti.

## Livet som musiker
Som musiker blev Jara hurtigt optaget af den chilenske folkemusik. I midten af 1950'erne begyndte han en egentlig karriere som folkesanger, da han grundlagde musikgruppen Cuncumén. I begyndelsen af 1960'erne slag han sit navn fast i det chilenske kunstnermiljø, da han begyndte at optræde i La peña de los Parra, som var ejet af Ángel Parra. Gennem Parra-familien blev Jara involveret i grundlæggelsen af Nueva Canción-bevægelsen. Han udsendte sit første album i 1966 og i 1970 forlod han sit arbejde på teatret for at hellige sig musikkarrieren. Han begyndte at skrive sange med politisk engagement og i denne periode skabte han nogle af sine mest kendte sange som "Plegaria a un labrador" ("En bondes bøn") og "Te recuerdo Amanda" ("Jeg husker dig Amanda"). Under valgkampen i 1970 turnerede han til fordel for Unidad Populars kandidat Salvador Allende.

## Politisk aktivisme
Allendes valgkamp var succesfuld og han blev valgt som Chiles præsident. Under Allende deltog Jara i politiske møder, påtog sig frivilligt arbejde og spillede frie koncerter til fordel for regeringen. Desuden turnerede han over hele verden, hvor han gjorde tilskuerne opmærksomme på Chiles fredelige vej til socialismen.

## Døden
Under det blodige militærkup 11. september 1973, hvor militæret afsatte Allende, som døde under angrebet på præsidentpaladset, var Jara på vej til Det Tekniske Universitet (i dag Universidad de Santiago), hvor han var lærer. Universitet, der blot lå et par hundrede meter fra præsidentpaladset, blev omringet af militæret og ingen kunne komme ud. Den nat sov Jara på universitet sammen med de andre lærere og studerende og sang for at opretholde modet.
Om morgenen 12. september angreb militæret Universitet, som blev angrebet af tanks og infanteri. De studerende havde i de foregående år været involveret i mange strejker og størstedelen af både lærere og studerende blev, af militæret, anset som farlige marxistiske forbrydere og terrorister. Derfor blev Víctor Jara, sammen med tusinde andre Allende-tro chilenere, interneret på det nationale fodboldstadion Estadio Chile (navnet ændret i 2003 til Estadio Víctor Jara). Mange af fangerne blev torteret og henrettet af militæret. Jara blev gentagne gange udsat for grov tortur og simpel tæsk, hvilket resulterede i, at han brækkede begge sine hænder og skuldre. Andre fanger har senere fortalt om, hvordan generalerne tvang Jara til at spille guitar og synge Unidad Populars slagsang "Venceremos". Han blev efterfølgende (muligvis den 15. eller 16. september) henrettet af skud fra et maskingevær. Jaras lig blev fundet i en vejkant i udkanten af Santiago. Kort før sin død skrev han et digt om forholdende for de politiske fanger. Digtet blev skrevet på et papir og gemt i en af de andre fangers sko. Digtet blev aldrig navngivet, men er kendt som Estadio Chile. Jaras kone, Joan, fik lov til at begrave ham i al hemmelighed og flygtede efterfølgende sammen med deres to børn til England.
Hun kunne senere fortælle om den fysiske mishandling, hendes mand havde gennemgået.
Den 9. december 2004, mere end 31 år efter mordet på Víctor Jara, anklagede den chilenske dommer Juan Carlos Urrutia den pensionerede oberst Mario Manríquez Bravo for mordet på Víctor Jara. Obersten var den højst rangerede officer på Estadio Chile og mordet var, ifølge øjenvidner, en personlig ordre fra Manríquez Bravo.

### Retssag i Florida 2015
Løjtnant Pedro Pablo Barrientos, født i 1949, og nu amerikansk statsborger med bopæl i Florida, blev i 2009 af en af sine overordnede officerer, José Alfredo Paredes, identificeret som Jaras morder, og en chilensk domstol forlangte ham udleveret fra USA. Dette skete dog ikke, men i 2013 anlagde Center for Justice and Accountability (CJA) sag imod Barrientos, anklaget for tortur, drab og forbrydelser mod menneskeheden. 14. april 2015 indledtes en føderal retssag mod løjtnanten i Florida.

## Víctors arv
Militærjuntaen under ledelse af General Augusto Pinochet formåede at bandlyse Jaras navn og musik i Chile. Jaras enke havde nået at smugle størstedelen af Jaras originale musik ud af Chile, hvorefter den blev kopieret og distribueret på verdensplan. Joan Jara skrev senere en bog om Víctor Jara, som på dansk kom til at hedde Víctor Jara – Sangen som aldrig blev færdig.
Den 22. september 1973 opdagede den russiske astronom Nikolaj Tsjernykh asteroide 2644, som han navngav 2644 Víctor Jara for at hylde Víctor Jaras liv og virke. Jaras tragiske og brutale død gjorde ham til et symbol imod fascisme og social uretfærdig både i Sydamerika og i resten af verden.

## Diskografi
- Canto a lo humano (1966)
- Víctor Jara (1967)
- Canciones folklóricas de América (1967) (Quilapayún og Víctor Jara)
- Pongo en tus manos abiertas (1969)
- Canto libre (1970)
- El derecho de vivir en paz (1971)
- La población (1972)
- Canto por travesura (1973)

### Posthume udgivelser
- Manifiesto (canciones póstumas) (1974)
- El recital (1983)
- Todo Víctor Jara (1992)
- Víctor Jara en México (1996)
- Víctor Jara (2001)
- Habla y canta en La Habana Cuba (2001)
- 1959 – 1969 – Víctor Jara (2001)
- En vivo en el aula magna de la Universidad de Valparaíso (2003)